# Кроз историју Косова и Метохије
Кроз историју Косова и Метохије: Од VI до XXI века је стручна монографија Борислава Пелевића, објављена 2005. године у издању Евра из Београда.

## О аутору
Борислав Пелевић (22. новембар 1956, Бубље код Пећи, Косово и Метохија − 25. октобар 2018, Београд), био је доктор наука из области спортског менаџмента и професор на Високој спортској и здравственој школи у Београду на предметима Менаџмент спортских такмичења и Увод у менаџмент. У периоду од 1991. до 1995. године био је добровољац у ратовима и два пута тада рањен. Одликован је Сребрном и Златном медаљом ѕа храброст "Милош Обилић".

## О књизи
Кроз историју Косова и Метохије је свеобухватна студија о историји Косова и Метохије од од VI до XXI века која нуди одговоре на бројна питања о овој српској покрајини.
Пелевић се документовано и аналитички бавио пореклом српског народа на тим просторима, етногенезом албанског живља, стањем на Косову и Метохији за време турске управе, сеобом српског народа са тих простора, стањем током Првог и Другог светског рата. Посебну пажњу је посветио догађајима од 1999. до 2004. и њиховим несагледивим последицама по српски народ.